# Walbert Bühlmann
Walbert Bühlmann OFMCap (* 6. August 1916 in Emmen LU; † 16. Mai 2007 in Schwyz) war ein Schweizer Theologe und gehörte dem Kapuzinerorden an.

## Leben
Walbert Bühlmann wurde im Ortsteil Emmenbrücke-Gerliswil der Gemeinde Emmen geboren, wo er auch seine Jugendzeit verbrachte. Von 1929 bis 1935 besuchte er das Gymnasium in Stans. Er trat 1935 in den Kapuzinerorden ein. Von 1939 bis 1943 studierte er Theologie im Kapuzinerkloster in Solothurn. 1942 wurde er zum Priester geweiht. Von 1943 bis 1949 setzte er seine Studien der Theologie, der Missionswissenschaft, der Religionswissenschaft und der Ethnologie an der Universität Freiburg im Üechtland fort. Deren Theologische Fakultät promovierte ihn 1950 mit einer missions- und sprachwissenschaftlichen Dissertation zum Dr. theol.
Von 1950 bis 1953 war Bühlmann Missionar in Tanganjika (heute Tansania). Von 1954 bis 1970 war er Dozent am Institut für Missionswissenschaft der Universität Freiburg im Üechtland. Von 1966 bis 1969 gehörte Bühlmann zugleich dem Provinzrat der Schweizer Kapuziner an. Von 1970 bis 1983 war er Generalsekretär der Missionen des Kapuzinerordens in Rom und Professor für Missionswissenschaft an der dortigen Päpstlichen Universität Urbaniana. Von 1983 bis 1996 lebte Bühlmann im „Haus der Stille“ in Arth, ab 1996 hauptsächlich im Kapuzinerkloster in Olten.
Bühlmann setzte sich entschieden für Reformen in der römisch-katholischen Kirche ein. Das führte zu Konflikten mit der Kurie. Aufgrund einiger seiner Schriften galt Bühlmann der Glaubenskongregation als „Problemfall“. Erst am 1. April 1994 legte sie das Untersuchungsverfahren ad acta.
Bühlmann verfasste zahlreiche theologische Bücher und Aufsätze, von denen einige in andere Sprachen übersetzt wurden. Das Buch Wo der Glaube lebt. Einblicke in die Lage der Weltkirche gilt als sein bedeutendstes Werk und fand international grosse Beachtung. Zusammen mit Andreas Müller OFM und anderen entwickelte er den internationalen Fernkurs für Franziskanische Spiritualität (Comprehensive Course on the Franciscan Mission Charism – CCFMC). Er war noch in hohem Alter schriftstellerisch tätig. Seine Arbeitskraft als theologischer Autor (er schrieb gut 40 Bücher) bezeugt auch die 72-seitige Bibliographie seiner Veröffentlichungen.
Seine letzten Lebensmonate verbrachte Walbert Bühlmann in der Krankenabteilung des Kapuzinerklosters in Schwyz. Er wurde auf dem Klosterfriedhof in Olten beerdigt.

## Zitat
Walbert Bühlmann formulierte „10 Gebote“ für die heutige Kirche:
1. „Ihr werdet den gesunden Menschenverstand walten lassen.
2. Ihr werdet euch als Volk Gottes ernst nehmen.
3. Ihr werdet euren Mitchristen die Hand reichen.
4. Ihr werdet euch auf die Seite der Armen stellen.
5. Ihr werdet die Weite des Schöpfergeistes bewundern.
6. Ihr werdet den »Ich-bin-da« aller Volker anerkennen.
7. Ihr werdet die religiösen Nomaden begleiten.
8. Ihr werdet die Reihen der Friedensmacher verstärken.
9. Ihr werdet die Erde auf das Paradies hin entwickeln.
10. Ihr werdet dem Gott der Geschichte begegnen.“

## Schriften (Auswahl)
- Die christliche Terminologie als missionsmethodisches Problem. Dargestellt am Swahili und an andern Bantusprachen. Verlag der Neuen Zeitschrift für Missionswissenschaft, Schöneck-Beckenried 1950.
- Wo der Glaube lebt. Einblicke in die Lage der Weltkirche. Herder, Freiburg im Breisgau 1974, ISBN 3-451-17085-X.
  - französische Ausgabe: La tierce Église est là. Éditions Saint Paul – Afrique, Kinshasa 1978.
- Alle haben denselben Gott. Begegnung mit den Menschen und Religionen Asiens. Knecht, Frankfurt am Main 1978, ISBN 3-7820-0414-0.
- Leben, Sterben, Leben. Fragen um Tod und Jenseits. Verlag Styria, Graz 1985, ISBN 3-222-11643-1.
- Gottes ungeheures Risiko. Notizen zur Weltgeschichte. Kösel, München 1989, ISBN 3-466-36329-2
- Wer Augen hat zu sehen ... Was Gott heute mit uns Christen vorhat. Verlag Styria, Graz 1989, ISBN 3-222-11897-3.
  - aktualisierte Neuausgabe unter dem Titel Zehn Gebote für die Zukunft der Welt. Matthias-Grünewald-Verlag, Mainz 1993, ISBN 3-7867-1695-1.
- Die Überraschungen meines Lebens. Verlag Styria, Graz 1994, ISBN 3-222-12285-7.
- Johannes XXIII. Der schmerzliche Weg eines Papstes. Matthias-Grünewald-Verlag, Mainz 1996, ISBN 3-7867-1907-1.